# Crepidostomum ussuriensis
Crepidostomum ussuriensis är en plattmaskart. Crepidostomum ussuriensis ingår i släktet Crepidostomum och familjen Allocreadiidae. Inga underarter finns listade i Catalogue of Life.